# (10746) Mühlhausen
(10746) Mühlhausen (1989 CE6) – planetoida z pasa głównego asteroid okrążająca Słońce w ciągu 4,43 lat w średniej odległości 2,7 j.a. Odkryta 10 lutego 1989 roku.